# ユビン (OH MY GIRL)
ユビン（유빈、Yubin、1997年9月9日 - ）は、韓国の歌手、女優。WMエンターテインメント所属の女性アイドルグループ、OH MY GIRL、OH MY GIRL BANHANAのメンバーでサブボーカル、ビジュアル担当。デビュー以来芸名の「ビニ」と名乗っていたが、2022年1月20日以降は本名の「ユビン」を活動名とすることを発表した。

## 参加作品

### OST
- 2019年：JTBC「리갈하이」OST Part.5 -「Mr.Wonder」- ヒョジョン & ビニ
- 2020年：「썸툰2020」OST - 「온통 이 세상은 너로 돼 있어」

## 出演

### テレビドラマ
- 2008年、MBC連続ドラマ「愛してる、泣かないで」
- 2008年、MBC水木ドラマ「ベートーベンウイルス」
- 2010年、MBC毎日シットコム「ほど愛嬌満点」
- 2010年、KBS2水木ドラマ「製パン王キム・タック」
- 2010年、KBS2月火ドラマ「成均館スキャンダル」
- 2012年、SBSプラス週間シチュエーションコメディ「オーマイゴッドx2」
- 2017年、KBS2 「ビバアンサンブル」
- 2020年、ウェブドラマ「ソムツン2020」
- 2020年、ウェブドラマ「幽霊と住んでいる」

### テレビ番組
- 2015年、SBS「驚くべき大会スターキング」
- 2015年、KBS「ミュージックビデオバンクスターダスト」
- 2016年、KBS「出発ドリームチームシーズン2」
- 2016年、MBC「ミステリー音楽番組ボクミョンガ王」
- 2016年、SBS「シーン・スティラー」
- 2018年、MBC「ミステリー音楽番組ボクミョンガ王」
- 2018年、tvN「食糧日記タットリタン編」

### ラジオ
- 2015年、SBSパワーFM「イグクジュのヤングストリート」

### 広告
- LG企業PR
- 三星火災パンフレット
- LG生活健康ジャヨンポン
- 紅斑EZI

### その他
- 2008年、子供プリン選抜大会最終選考
- 2009年、禁煙ソング＆食品安全プロジェクト
- Windsor's Mystic Islandグラビア